# Châteauneuf-les-Bains
Châteauneuf-les-Bains település Franciaországban, Puy-de-Dôme megyében. Lakosainak száma 311 fő (2022. január 1.). Châteauneuf-les-Bains Ayat-sur-Sioule, Blot-l’Église, Saint-Angel, Saint-Gervais-d’Auvergne és Vitrac községekkel határos.

## Népesség
A település népességének változása:
| Lakosok száma | 290  | 299  | 312  | 316  | 318  | 324  | 328  | 320  | 311  |
|               | 2013 | 2015 | 2016 | 2017 | 2018 | 2019 | 2020 | 2021 | 2022 |